# 2008 en Finlande
Cet article présente les faits marquants de l'année 2008 en Finlande.

## Évènements

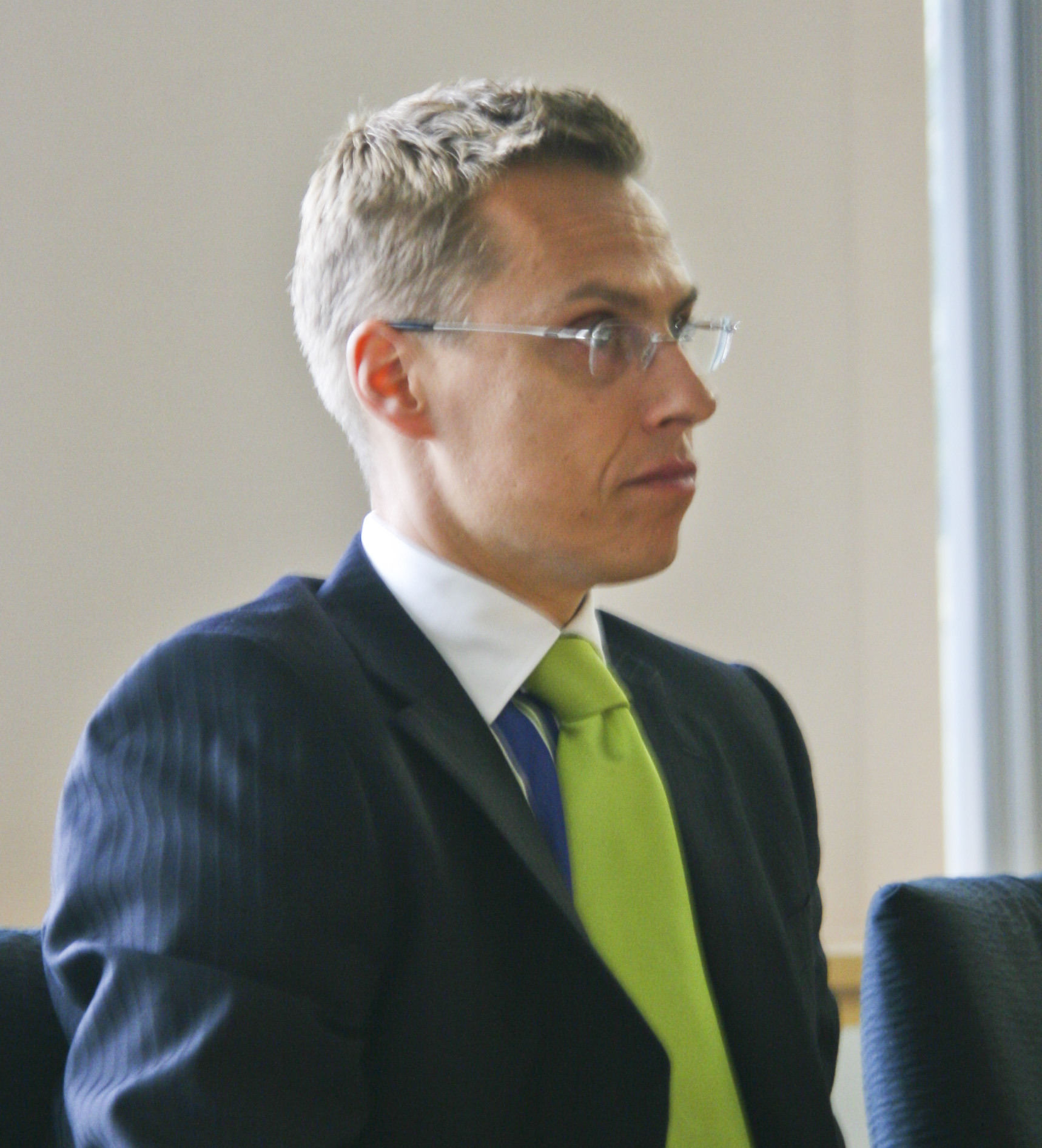
Alexander Stubb
(avril 2008)

- Le pays vient de passer l'hiver le plus chaud et le plus meurtrier par noyade, 26 victimes entre octobre 2007 et février 2008[1].
- 1er avril : le Ministre des Affaires étrangères, Ilkka Kanerva est contraint à la démission à la suite d'un scandale sexuel dans lequel il est impliqué. Il est remplacé par le député européen Alexander Stubb.

- Vendredi 19 décembre 2008 : le groupe nucléaire français Areva annonce un nouveau surcoût pour la construction du réacteur EPR de troisième génération, entraînant une baisse de ses bénéfices en 2008. Ce nouveau retard est imputé à son partenaire finlandais, le groupe énergétique TVO qui « n'a pas mis en œuvre de manière satisfaisante les mesures d'accélération décidées et annoncées de concert en juin 2008 […] Seul un changement majeur du mode de fonctionnement de TVO permettra de figer un calendrier de projet ».